# تصویر دیراک

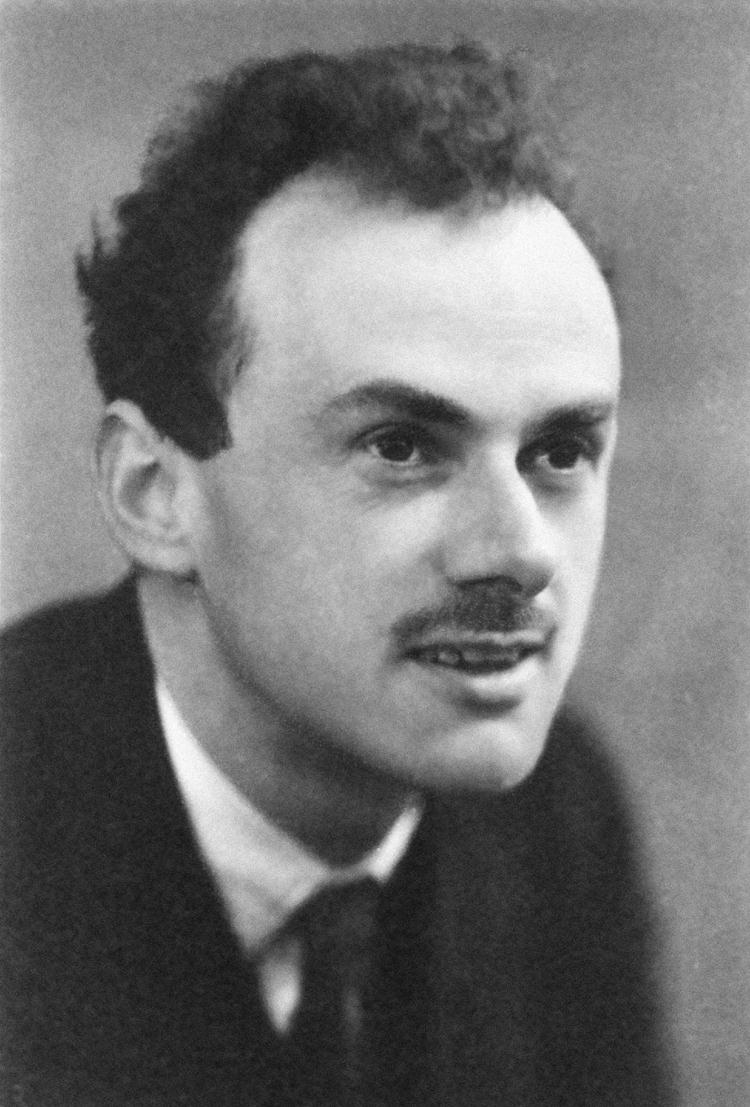
نگاره ای از پاول دیراک در سال 1933

تصویر دیراک، نمایش برهمکنش (انگلیسی: Interaction picture) که تصویر تعامل نیز نامیده می‌شود در مکانیک کوانتومی یک نمایش میانی بین تصویر شرودینگر و تصویر هایزنبرگ است. در حالی که در دو تصویر دیگر یا حالت کوانتومی یا عملگرها وابستگی زمانی دارند، در تصویر دیراک (برگرفته از نام پل دیراک)، هر دو بخشی از وابستگی زمانی مشاهده‌پذیرها را دارند. تصویر برهمکنش در مواجهه با تغییرات توابع موج و قابل مشاهده‌ها به دلیل برهمکنش‌ها مفید است. بیشتر محاسبات نظری میدان از نمایش برهمکنش استفاده می‌کنند زیرا آنها حل معادله شرودینگر چند جسمی را به عنوان حل مسئله ذره آزاد به اضافه برخی از اجزای برهمکنش ناشناخته می‌سازند.
معادلاتی که شامل عملگرهایی هستند که در زمان‌های مختلف عمل می‌کنند و در تصویر تعامل برقرار می‌شوند، لزوماً در تصویر شرودینگر یا هایزنبرگ صادق نیستند. این به این دلیل است که تبدیل‌های واحد وابسته به زمان عملگرها را در یک تصویر به عملگرهای مشابه در عکس‌های دیگر مرتبط می‌کنند.
تصویر تعامل یک مورد خاص از تبدیل واحد است که به بردارهای هامیلتونی و حالت کوانتومی اعمال می‌شود.